# ليك فيلا (إلينوي)
ليك فيلا (بالإنجليزية: Lake Villa)‏ هي منطقة سكنية تقع في الولايات المتحدة في إلينوي. يقدر عدد سكانها بـ 8,741 نسمة .